# Типпетт, Леонард Генри Калеб
Леонард Генри Калеб Типпетт (Леонард Типпет, англ. Leonard Henry Caleb Tippett, 8 мая 1902, Лондон, Великобритания — 9 ноября 1985, Корнуолл, Великобритания) — английский статистик.
Ученик К. Пирсона и Р. Фишера. Около 40 лет с 1925 по 1965 гг. был сотрудником, затем помощником директора НИИ в Манчестере. С 1965 г. консультант в ЮНИДО. В 1965—1966 гг. президент Королевского статистического общества.
Наряду с Р. Э. Фишером и Э. Ю. Гумбелем его считают пионером в области разработки теории экстремальных значений, с его именем связаны распределение Фишера — Типпета и теорема Фишера — Типпета — Гнеденко. Также он впервые публикует таблицы случайных чисел.

## Список публикаций
- Random Sampling Numbers, CUP, London, 1927
- Methods of Statistics, Williams & Norgate Ltd., London, 1931, 1948, 1952
- Statistical Methods for Textile Technologists, by T. Murphy, K. P. Norris, L. H. C. Tippett, Textile Institute, Manchester, 1960, 1963, 1973, 1979
- A Portrait of the Lancashire Textile Industry, OUP, London 1969